# Yénier Márquez
Yénier Márquez Molina (né le 3 janvier 1979 à Corralillo à Cuba) est un footballeur international cubain, qui joue en tant que défenseur.

## Biographie

### Club
Cinq fois champion de Cuba avec le FC Villa Clara (voir palmarès), Márquez s'est distingué lors de la saison 2013 en devenant le meilleur buteur avec 16 buts, performance d'autant plus remarquable qu'il évolue en défense. En 2014, il est élu meilleur joueur de l'année. L'année suivante, il marque 12 buts et finit en deuxième position du classement des buteurs, à 3 buts de Sander Fernández.
Fin 2015, il rejoint le Hoppers FC, club du championnat d'Antigua-et-Barbuda, avec lequel il est sacré champion cette même saison.
Il revient à Cuba, toujours au sein du FC Villa Clara, afin de disputer le championnat 2018.

### Sélection
Avec 126 sélections, c'est le joueur le plus capé de l'équipe de Cuba, devant son compatriote Odelín Molina (122).
Pilier de la sélection cubaine des années 2000, il a participé à toutes les Gold Cup entre 2002 et 2015, à l'exception de l'édition 2009 que son pays a refusé de disputer.

#### Buts en sélection
| Buts en sélection de Yénier Márquez | Buts en sélection de Yénier Márquez | Buts en sélection de Yénier Márquez                                | Buts en sélection de Yénier Márquez | Buts en sélection de Yénier Márquez | Buts en sélection de Yénier Márquez | Buts en sélection de Yénier Márquez |
|                                     | Date                                | Lieu                                                               | Adversaire                          | Score                               | Résultat                            | Compétition                         |
| ----------------------------------- | ----------------------------------- | ------------------------------------------------------------------ | ----------------------------------- | ----------------------------------- | ----------------------------------- | ----------------------------------- |
| 1.                                  | 4 avril 2001                        | Uitvlugt Community Centre, Uitvlugt (Guyana)                       | Dominique                           | 2-1                                 | 3-1                                 | CAR 2001                            |
| 2.                                  | 6 avril 2001                        | Uitvlugt Community Centre, Uitvlugt (Guyana)                       | Saint-Martin                        | 1-0                                 | 1-0                                 | CAR 2001                            |
| 3.                                  | 6 juillet 2003                      | National Stadium, Kingston (Jamaïque)                              | Jamaïque                            | 2-0                                 | 2-1                                 | Amical                              |
| 4.                                  | 16 janvier 2005                     | Estadio Pedro Marrero, La Havane (Cuba)                            | Haïti                               | 1-1                                 | 1-1 a.p.                            | CAR 2005                            |
| 5.                                  | 8 novembre 2006                     | Stade de Dillon, Fort-de-France (Martinique)                       | Haïti                               | 1-0                                 | 2-1                                 | CAR 2007                            |
| 6.                                  | 22 juin 2008                        | Estadio Pedro Marrero, La Havane (Cuba)                            | Antigua-et-Barbuda                  | 4-0                                 | 4-0                                 | QCM 2010                            |
| 7.                                  | 20 août 2008                        | Estadio Pedro Marrero, La Havane (Cuba)                            | Trinité-et-Tobago                   | 1-3                                 | 1-3                                 | QCM 2010                            |
| 8.                                  | 23 octobre 2008                     | Estadio Pedro Marrero, La Havane (Cuba)                            | Antilles néerlandaises              | 2-0                                 | 7-1                                 | CAR 2008                            |
| 9.                                  | 27 octobre 2008                     | Estadio Pedro Marrero, La Havane (Cuba)                            | Suriname                            | 3-0                                 | 6-0                                 | CAR 2008                            |
| 10.                                 | 26 octobre 2010                     | Estadio Rommel Fernández, Panama (Panama)                          | Panama                              | 1-0                                 | 3-0                                 | Amical                              |
| 11.                                 | 28 novembre 2010                    | Stade Pierre-Aliker, Fort-de-France (Martinique)                   | Martinique                          | 1-0                                 | 1-0                                 | CAR 2010                            |
| 12.                                 | 12 juin 2011                        | Soldier Field, Chicago (États-Unis)                                | Salvador                            | 1-4                                 | 1-6                                 | GC 2011                             |
| 13.                                 | 16 juillet 2013                     | Rentschler Field, East Hartford (États-Unis)                       | Belize                              | 4-0                                 | 4-0                                 | GC 2013                             |
| 14.                                 | 25 mars 2015                        | Estadio Cibao, Santiago de los Caballeros (République dominicaine) | République dominicaine              | 1-0                                 | 3-0                                 | Amical                              |
| 15.                                 | 14 juin 2015                        | Estadio Pedro Marrero, La Havane (Cuba)                            | Curaçao                             | 1-0                                 | 1-1                                 | QCM 2018                            |

NB : Les scores sont affichés sans tenir compte du sens conventionnel en cas de match à l'extérieur (Cuba-Adversaire)

## Palmarès

### En club
- FC Villa Clara
  - Champion de Cuba en 2002-03, 2004-05, 2011, 2012 et 2013.

- Hoppers FC
  - Champion d'Antigua-et-Barbuda en 2015-16.

### En équipe de Cuba
- Vainqueur de la Coupe caribéenne des nations en 2012.